# キヤノンアネルバ
キヤノンアネルバ株式会社は、真空技術や成膜加工技術で真空薄膜製造装置や真空コンポーネント製品の開発・製造・販売・サービス事業を展開する企業。
現在はキヤノンの子会社だが、当初はNECグループに所属していた。社名の「アネルバ」とは、アナリシス（分析技術）の“AN”、エレクトロニクス（電子技術）の“EL”、バキューム（真空技術）の“VA”をつなげた造語である。

## 沿革
- 1967年（昭和42年）10月21日 - 日本電気とバリアン社の合弁事業として、日電バリアン株式会社を設立。本社所在地は東京都港区麻布。
- 1975年（昭和50年）4月 - 本社を府中工場に移転。
- 1977年（昭和52年）10月 - バリアン社との合弁契約を解消。
- 1979年（昭和54年）11月 - 日電アネルバ株式会社に社名変更。
- 1983年（昭和58年）4月 - 富士工場を開設。日電アネルバエンジニアリング株式会社を設立。
- 1991年（平成3年）2月 - 静岡アネルバ株式会社を設立。
- 1993年（平成5年）4月 - 富士第三工場が竣工。
- 1994年（平成6年）7月 - 事業部制を導入。
- 1995年（平成7年）10月 - ISO 9001認証を取得。日電アネルバエンジニアリングを合併し、アネルバ株式会社に社名変更。
- 1996年（平成8年）7月 - 事業部制を変更し、FPD（事）、MMD（事）、開発研究所、次世代商品開発本部を創設。
- 1997年（平成9年）10月 - 創立30周年記念式典を挙行。
- 1998年（平成10年）10月 - ISO 14001認証を取得。
- 1999年（平成11年）4月 - アネルバテクノビジネス株式会社を設立。
- 2002年（平成14年）7月 - 静岡アネルバを吸収合併。
- 2003年（平成15年）10月 - アネルバテクニクス株式会社を設立。
- 2005年（平成17年）
  - 9月30日 - キヤノンが日本電気から当社の全株式を取得し、連結子会社化[3]。
  - 10月1日 - キヤノンのグループ会社となり、キヤノンアネルバ株式会社に社名変更。同時に子会社はキヤノンアネルバエンジニアリング株式会社（旧・アネルバテクノビジネス）、キヤノンアネルバテクニクス株式会社（旧・アネルバテクニクス）に社名変更。
- 2007年（平成19年）
  - 4月 - 富士第四工場が竣工。
  - 6月 - 栗木本社が竣工。8月に本社を移転。
- 2010年（平成22年）2月 - キヤノンアネルバエンジニアリング、キヤノンアネルバテクニクスを合併。
- 2017年（平成29年）10月 - 創立50周年。
- 2018年（平成30年）4月 - 原子拡散接合装置『BC7000』を発売。
- 2023年（令和5年）5月 - 原子拡散接合装置『BC7300』を発売。
- 2024年（令和6年）10月 - 半導体・電子部品製造装置シリーズ"Adastra"を発売。
- 2024年（令和6年）10月 - 半導体・電子部品製造装置シリーズ"Adastra"がグッドデザイン賞金賞を受賞。
- 2025年（令和7年）2月 - 半導体・電子部品製造装置シリーズ"Adastra"がiFデザインアワード金賞を受賞。